# Ленц, Эмилий Христианович
Эмилий Христианович Ленц (при рождении Генрих Фридрих Эмиль Ленц, нем. Heinrich Friedrich Emil Lenz; 12 (24) февраля 1804, Дерпт — 29 января (10 февраля) 1865, Рим) — российский физик немецкого происхождения; является одним из основоположников электротехники. С его именем связано открытие закона, определяющего тепловые действия тока, и закона, определяющего направление индукционного тока. Профессор и ректор Императорского Санкт-Петербургского университета (1863—1865), академик. Действительный член Русского географического общества с 19 сентября (1 октября) 1845 года. Отец Р. Э. Ленца.

## Биография
Родился в Дерпте 12 (24) февраля 1804 года в семье остзейских немцев. Образование получил в Дерптском университете, занимаясь теологией, филологией и естественными науками. Не успев окончить полного курса, в 1823 году он был приглашён физиком в морскую кругосветную экспедицию Отто Коцебу на шлюпе «Предприятие». Результаты научных исследований экспедиции были напечатаны им в «Мемуарах Санкт-Петербургской академии наук» (1831).
В 1829 году принимал участие в первой экспедиции на Эльбрус под руководством генерала Эммануэля.
В 1828 году был выбран адъюнктом Петербургской академии наук, а в 1834 году — академиком. Вместе с тем он состоял профессором, а в последние годы и ректором Санкт-Петербургского университета. Преподавал также в Немецкой школе Святого Петра (1830—1831), в Главном педагогическом институте (с 1851) и в Михайловском артиллерийском училище. Лекции его по физике и физической географии отличались замечательной ясностью и строгой систематичностью. Такими же качествами обладали и его известные руководства физики (для гимназии) и физической географии; оба учебника выдержали несколько изданий, но первый из них был особенно распространён.
В истории физики научным трудам его всегда будет отводиться почётное место. Многие его научные исследования относятся к физической географии (о температуре и солености моря, об изменчивости уровня Каспийского моря, о барометрическом измерении высот, об измерении магнитного наклонения и напряженности земного магнетизма и другие). Но главным образом он работал в области электромагнетизма
Важнейшие результаты его исследований излагаются во всех учебниках физики. Именно:
- Закон индукции или «Правило Ленца», согласно которому направление индукционного тока всегда таково, что он препятствует тому действию (например движению), которым он вызывается (1834).

- «Закон Джоуля — Ленца»: количество теплоты, выделяемое током в проводнике, пропорционально квадрату силы тока и сопротивлению проводника (1842).

- Опыты, подтверждающие «явление Пельтье»; если пропускать гальванический ток через висмутовый и сурьмяной стержни, спаянные концами и охлажденные до 0 °C, то можно заморозить воду, налитую в ямку около спая (1838).

- Опыты над поляризацией электродов (1847) и т. д.

Некоторые свои исследования Ленц производил вместе с Парротом (о сжатии тел), Савельевым (о гальванической поляризации) и академиком Борисом Якоби (об электромагнитах).

## Память
- В 1970 году Международный астрономический союз присвоил имя Эмилия Христиановича Ленца кратеру на обратной стороне Луны.

- Скалы Ленца — место на северном склоне горы Эльбрус, куда удалось подняться Ленцу в 1829 году; получило название в память о его участии в первой экспедиции на гору под командованием генерала Георгия Эммануэля.